# Малмыжское сельское поселение
Малмыжское сельское поселение — упразднённое сельское поселение в Мамадышском районе Татарстана.
Административный центр — село Малмыжка.

## Население
| 2010 | 2012 | 2013 |
| ---- | ---- | ---- |
| 113  | ↗124 | ↘123 |

## Административное деление
В состав поселения входят 3 населённых пункта:
- с. Малмыжка
- д. Яковка
- п. Сотый